# Solianka
La solianka (en russe : солянка) est une soupe épaisse et épicée, qui comprend certains composants du chtchi (chou, smetana) et de la rassolnik (cornichons), des condiments tels que des olives, des câpres, des tomates, du citron, du jus de citron, du kvas et des champignons.
Il existe trois sortes de solianka, avec comme ingrédient de base de la viande ou du poisson ou des champignons. Toutes contiennent des concombres marinés avec de la saumure, et souvent du chou, des champignons salés, de la smetana et de l'aneth.
La soupe est préparée en faisant cuire les concombres avec de la saumure avant d'y ajouter les autres ingrédients.
La solianka est également populaire en Allemagne, sur le territoire de l'ex-RDA, où elle est encore communément servie dans les restaurants et disponible sous forme de conserves dans les épiceries. Cette pratique découle de l'époque où les troupes soviétiques occupaient le pays.

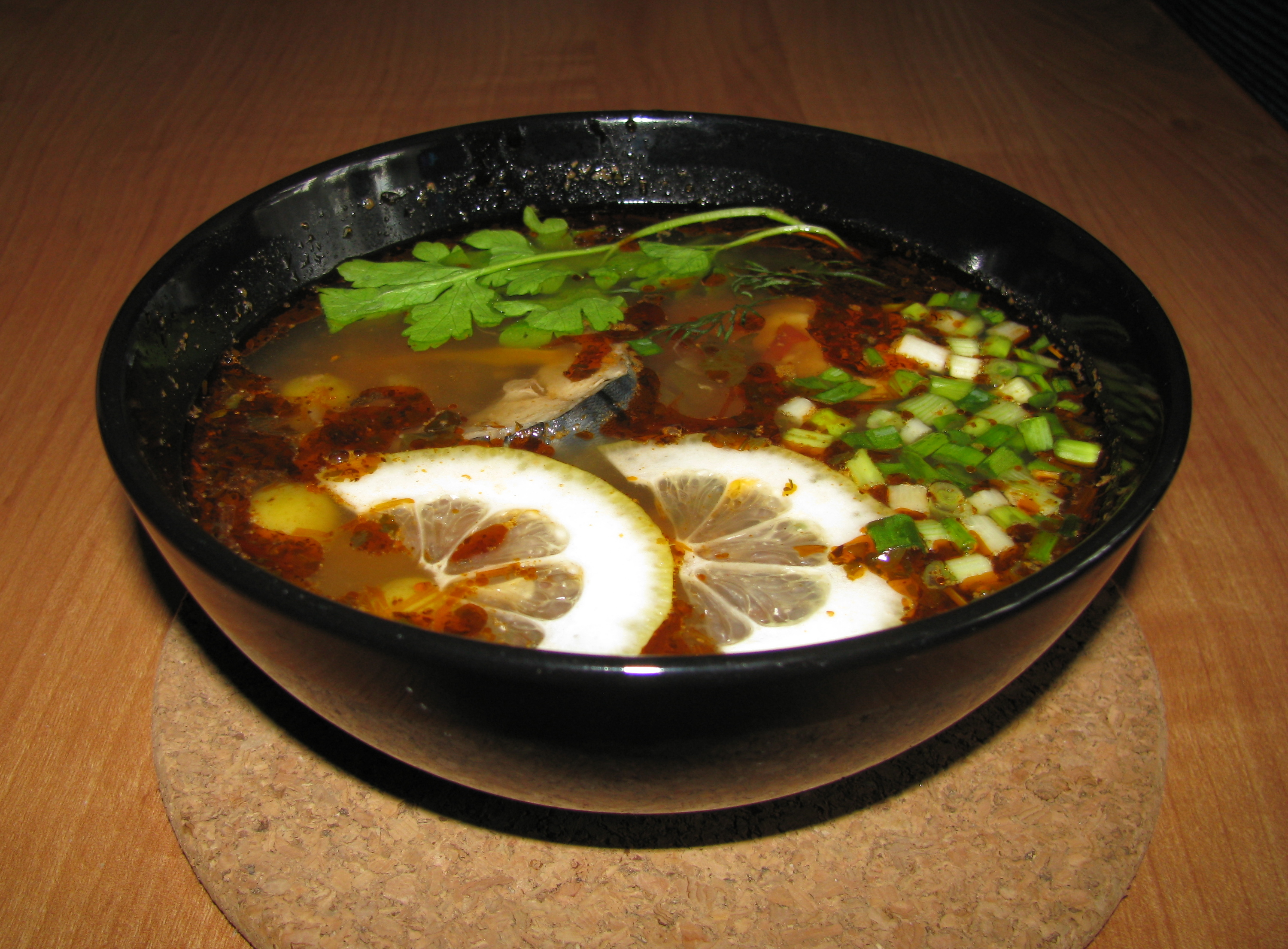
Solianka au poisson.